# سیارک ۱۰۸۱۹
سیارک ۱۰۸۱۹ (به انگلیسی: 10819 Mahakala، نامگذاری:1993HG) ده هزار و هشتصد و نوزدهمین سیارک کشف شده‌است که در ۱۹ آوریل ۱۹۹۳ و در واشنگتن کشف شد.
قدر مطلق سیارک برابر ۱۳٫۶۰ است.